# Olympische Geschichte Kameruns
| Gelbes Symbol für Goldmedaillen mit stilisierten Olympischen Ringen | Graues Symbol für Silbermedaillen mit stilisierten Olympischen Ringen | Braundes Symbol für Bronzemedaillen mit stilisierten Olympischen Ringen |
| ------------------------------------------------------------------- | --------------------------------------------------------------------- | ----------------------------------------------------------------------- |
| 3                                                                   | 1                                                                     | 2                                                                       |

Kamerun, dessen NOK, das Comité National Olympique et Sportif du Cameroun, 1963 gegründet und im selben Jahr vom IOC anerkannt wurde, nimmt seit 1964 an Olympischen Sommerspielen teil. 2002 wurde zum ersten und bislang einzigen Mal eine Delegation zu Winterspielen geschickt.

## Übersicht

### 1964 bis 1976
Die erste Teilnahme kamerunischer Sportler fand bei den Spielen in Tokio 1964 statt. Erster Olympionike war der Leichtathlet David Niitock. 1968 in Mexiko-Stadt kamen erstmals Boxer zum Einsatz. Der Weltergewichtsboxer Joseph Bessala gewann mit Silber die erste Olympiamedaille für sein Land. Bessala unterlag im Finale dem Deutschen Manfred Wolke. Elf Sportler, darunter erstmals Radrennfahrer, gingen in München 1972 an den Start. Nach drei Wettkampftagen zog Kamerun seine Athleten von den Spielen in Montreal 1976 ab und folgte damit dem Boykottaufruf afrikanischer Ländern. Vier Radrennfahrer hatten bis dahin ihren Wettkampf absolviert.

### 1980 bis 1996
Mit einer 25-köpfigen Mannschaft nahm Kamerun 1980 in Moskau teil. Unter ihnen waren erstmals auch Frauen vertreten. Erste Olympionikin waren die Fünfkämpferin Cécile Ngambi und die Speerwerferin Agnès Tchuinté. Erstmals gingen Judokas und Freistilringer aus Kamerun an den Start. In Los Angeles 1984 nahm zum ersten Mal eine kamerunische Fußballauswahl am Turnier teil. Der Leichtgewichtsboxer Martin N’Dongo gewann mit Bronze die zweite Medaille für sein Land.
1988 in Seoul traten erstmals Gewichtheber an. Die kamerunische Delegation blieb, wie auch 1992 in Barcelona und 1996 in Atlanta erfolglos.

### Seit 2000

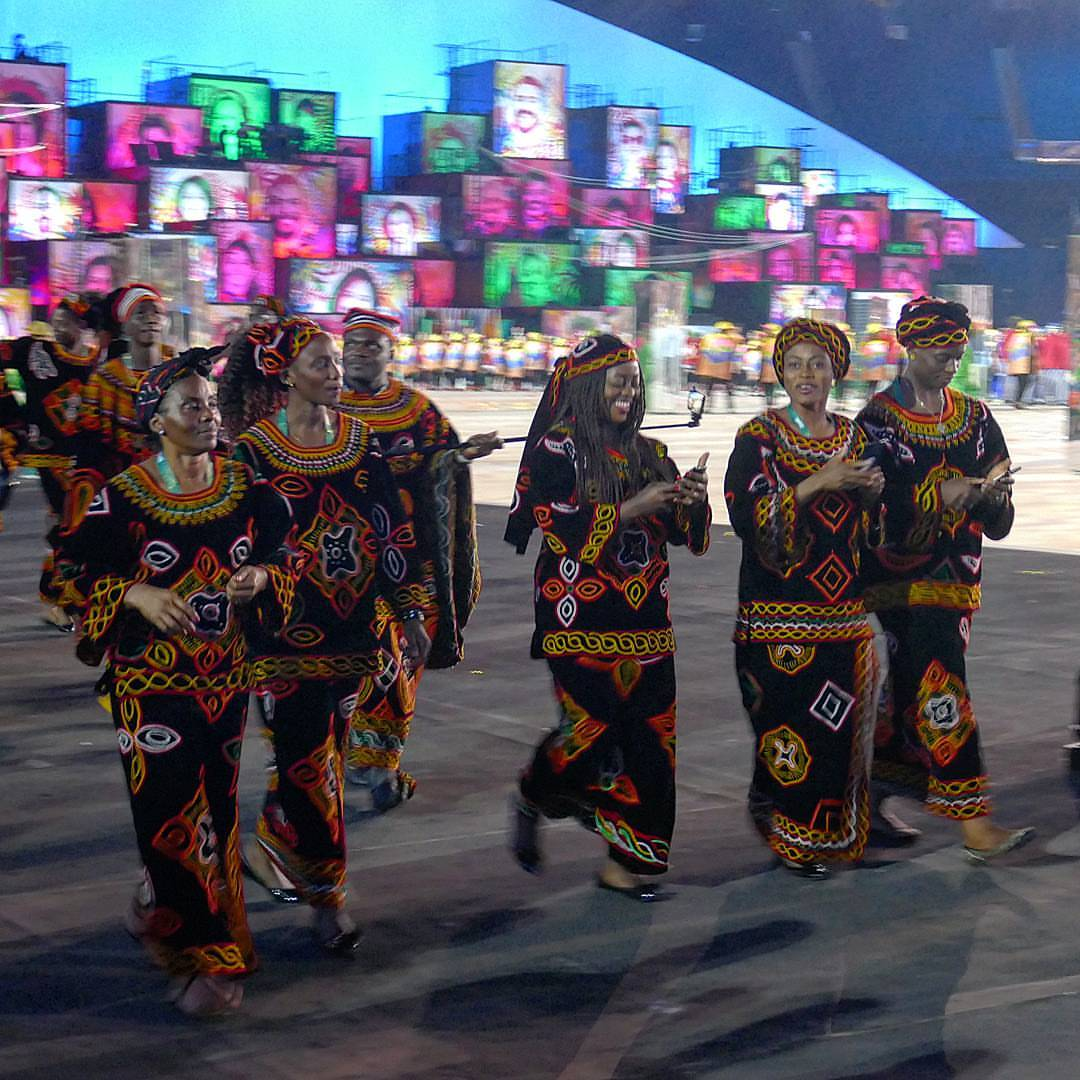
Einmarsch der Athleten bei der Eröffnungsfeier 2016 in Rio de Janeiro

Bei den Spielen in Sydney 2000 konnte Kamerun den ersten Olympiasieg feiern. Die kamerunische Fußballauswahl besiegte im Endspiel Spanien. Zum ersten Mal in der olympischen Geschichte war zur Ermittlung des Siegers ein Elfmeterschießen notwendig. Kamerun hatte in der Vorrunde Kuwait mit 3:2 besiegt. Es folgten zwei Unentschieden gegen die USA (1:1) und Tschechien (1:1). Im Viertelfinale bezwangen die Kameruner Brasilien mit einem 2:1 nach Verlängerung. Im Halbfinale gab es einen 2:1-Sieg gegen Chile. Im Finale führten die Spanier bis zur Halbzeit mit 0:2, Kamerun konnte jedoch bis Spielende ausgleichen. Nach einer torlosen Verlängerung gewann Kamerun das Elfmeterschießen mit 5:3. Neben dem Sieg im Fußball konnte eine Finalteilnahme in der Leichtathletik verbucht werden. Die Dreispringerin Françoise Mbango Etone erreichte im Finale Platz 10.
2002 in Salt Lake City kam mit dem Skilangläufer Isaac Menyoli erstmals ein Wintersportler aus Kamerun zu olympischen Ehren. In Athen 2004 nahm erstmals ein kamerunischer Schwimmer teil. Françoise Mbango Etone konnte den Dreisprung für sich entscheiden und sorgte für den ersten Olympiasieg eines Individualsportlers aus Kamerun. Gleichzeitig war es der erste Medaillengewinn überhaupt einer Kamerunerin.
2008 in Peking wurden zum ersten Mal Sportler im Rudern und im Tischtennis eingesetzt. Françoise Mbango Etone konnte ihren Olympiasieg von Athen wiederholen und ist damit die erfolgreichste Teilnehmerin Kameruns überhaupt. 2012 in London zeichneten sich insbesondere die kamerunischen Kraftsportlerinnen aus. Die Freistilringerin Laure Annabel Ali erreichte im Schwergewicht Platz 7, die Gewichtheberin Madias Nzesso Platz 6 ebenfalls im Schwergewicht. Nzesso wurde 2016 zur Bronzemedaillistin erklärt, nachdem die ersten drei Athletinnen wegen Dopings disqualifiziert wurden. Erstmals nahm auch die Frauennationalmannschaft am olympischen Fußballturnier teil, schied jedoch nach drei Niederlagen in der Vorrunde aus.
2016 in Rio de Janeiro nahm die Frauennationalmannschaft erstmals am olympischen Volleyball-Turnier teil. Mit fünf Niederlagen schied sie jedoch schon nach der Vorrunde aus. Im Schwergewichtsringen erreichte Laure Annabel Ali nach einer Viertelfinalniederlage die Hoffnungsrunde und konnte ihren Kampf gewinnen. Mit 3:5 verlor sie dann jedoch ihren Kampf um die Bronzemedaille gegen die Russin Jekaterina Bukina. In der Leichtathletik konnte sich die Kugelstoßerin Auriol Dongmo Mekemnang für das Finale qualifizieren. Sie wurde Zehnte.

## IOC-Mitglied
Seit 2001 ist Issa Hayatou, ehemaliger Präsident der Confédération Africaine de Football, Mitglied des IOC.

## Übersicht der Teilnehmer

### Sommerspiele
| Jahr      | Athleten           | Athleten           | Athleten           | Sportarten         | Sportarten         | Sportarten         | Sportarten         | Sportarten         | Sportarten         | Sportarten         | Sportarten         | Sportarten         | Sportarten         | Sportarten         | Medaillen          | Medaillen          | Medaillen          | Medaillen          | Medaillen          |
| Jahr      | Gesamt             |                    |                    |                    |                    |                    |                    |                    |                    |                    |                    |                    |                    |                    |                    |                    |                    | Medaillen – Gesamt | Rang               |
| --------- | ------------------ | ------------------ | ------------------ | ------------------ | ------------------ | ------------------ | ------------------ | ------------------ | ------------------ | ------------------ | ------------------ | ------------------ | ------------------ | ------------------ | ------------------ | ------------------ | ------------------ | ------------------ | ------------------ |
| 1896–1960 | nicht teilgenommen | nicht teilgenommen | nicht teilgenommen | nicht teilgenommen | nicht teilgenommen | nicht teilgenommen | nicht teilgenommen | nicht teilgenommen | nicht teilgenommen | nicht teilgenommen | nicht teilgenommen | nicht teilgenommen | nicht teilgenommen | nicht teilgenommen | nicht teilgenommen | nicht teilgenommen | nicht teilgenommen | nicht teilgenommen | nicht teilgenommen |
| 1964      | 1                  | 1                  | 0                  |                    |                    |                    |                    | 1                  |                    |                    |                    |                    |                    |                    |                    |                    |                    |                    |                    |
| 1968      | 5                  | 5                  | 0                  | 4                  |                    |                    |                    | 1                  |                    |                    |                    |                    |                    |                    |                    | 1                  |                    | 1                  | 39                 |
| 1972      | 11                 | 11                 | 0                  | 3                  |                    |                    |                    | 4                  | 4                  |                    |                    |                    |                    |                    |                    |                    |                    |                    |                    |
| 1976      | 4                  | 4                  | 0                  |                    |                    |                    |                    |                    | 4                  |                    |                    |                    |                    |                    |                    |                    |                    |                    |                    |
| 1980      | 25                 | 22                 | 3                  | 4                  |                    |                    | 5                  | 4                  | 6                  | 6                  |                    |                    |                    |                    |                    |                    |                    |                    |                    |
| 1984      | 46                 | 42                 | 4                  | 6                  |                    | 15                 | 6                  | 9                  | 5                  | 5                  |                    |                    |                    |                    |                    |                    | 1                  | 1                  | 43                 |
| 1988      | 15                 | 13                 | 2                  | 4                  | 2                  |                    |                    | 5                  |                    | 4                  |                    |                    |                    |                    |                    |                    |                    |                    |                    |
| 1992      | 8                  | 3                  | 5                  |                    | 1                  |                    |                    | 7                  |                    |                    |                    |                    |                    |                    |                    |                    |                    |                    |                    |
| 1996      | 15                 | 11                 | 4                  | 4                  | 1                  |                    | 1                  | 8                  |                    | 1                  |                    |                    |                    |                    |                    |                    |                    |                    |                    |
| 2000      | 34                 | 25                 | 9                  | 2                  |                    | 18                 | 3                  | 11                 |                    |                    |                    |                    |                    |                    | 1                  |                    |                    | 1                  | 50                 |
| 2004      | 17                 | 10                 | 7                  | 3                  | 2                  |                    | 4                  | 7                  |                    |                    |                    | 1                  |                    |                    | 1                  |                    |                    | 1                  | 54                 |
| 2008      | 32                 | 25                 | 7                  | 3                  | 1                  | 17                 | 1                  | 5                  |                    | 1                  | 1                  | 2                  | 1                  |                    | 1                  |                    |                    | 1                  | 52                 |
| 2012      | 32                 | 10                 | 22                 | 5                  | 2                  | 17                 | 1                  | 2                  |                    | 1                  | 1                  | 2                  | 1                  |                    |                    |                    | 1                  | 1                  | 78                 |
| 2016      | 24                 | 5                  | 19                 | 4                  | 2                  |                    | 1                  | 2                  |                    | 3                  |                    |                    |                    | 12                 |                    |                    |                    |                    |                    |
| 2020      | 12                 | 5                  | 7                  | 3                  | 2                  |                    | 2                  | 1                  |                    | 1                  |                    | 2                  | 1                  |                    |                    |                    |                    |                    |                    |
| 2024      | 6                  | 2                  | 4                  |                    |                    |                    | 1                  | 2                  |                    |                    |                    | 2                  | 1                  |                    |                    |                    |                    |                    |                    |
| Gesamt    | Gesamt             | Gesamt             | Gesamt             | Gesamt             | Gesamt             | Gesamt             | Gesamt             | Gesamt             | Gesamt             | Gesamt             | Gesamt             | Gesamt             | Gesamt             | Gesamt             | 3                  | 1                  | 2                  | 6                  | 74                 |

### Winterspiele
| Jahr      | Athleten           | Athleten           | Athleten           | Sportarten         | Medaillen          | Medaillen          | Medaillen          | Medaillen          | Medaillen          |
| Jahr      | Gesamt             |                    |                    |                    |                    |                    |                    | Medaillen – Gesamt | Rang               |
| --------- | ------------------ | ------------------ | ------------------ | ------------------ | ------------------ | ------------------ | ------------------ | ------------------ | ------------------ |
| 1924–1998 | nicht teilgenommen | nicht teilgenommen | nicht teilgenommen | nicht teilgenommen | nicht teilgenommen | nicht teilgenommen | nicht teilgenommen | nicht teilgenommen | nicht teilgenommen |
| 2002      | 1                  | 1                  | 0                  | Isaac Menyoli      |                    |                    |                    |                    |                    |
| 2006–2022 | nicht teilgenommen | nicht teilgenommen | nicht teilgenommen | nicht teilgenommen | nicht teilgenommen | nicht teilgenommen | nicht teilgenommen | nicht teilgenommen | nicht teilgenommen |
| Gesamt    | Gesamt             | Gesamt             | Gesamt             | Gesamt             | 3                  | 1                  | 2                  | 6                  | 74                 |

## Liste der Medaillengewinner

### Goldmedaillen
| Name                   | Spiele         | Sportart       | Disziplin  |
| ---------------------- | -------------- | -------------- | ---------- |
| Fußballmannschaft U 23 | 1992 Barcelona | Fußball        |            |
| Françoise Mbango Etone | 2004 Athen     | Leichtathletik | Dreisprung |
| Françoise Mbango Etone | 2008 Peking    | Leichtathletik | Dreisprung |

### Silbermedaillen
| Name           | Spiele            | Sportart | Disziplin     |
| -------------- | ----------------- | -------- | ------------- |
| Joseph Bessala | 1968 Mexiko-Stadt | Boxen    | Weltergewicht |

### Bronzemedaillen
| Name           | Spiele           | Sportart     | Disziplin     |
| -------------- | ---------------- | ------------ | ------------- |
| Martin N’Dongo | 1984 Los Angeles | Boxen        | Leichtgewicht |
| Madias Nzesso  | 2012 London      | Gewichtheben | Schwergewicht |

## Medaillen nach Sportart
| Sportart       | Gold | Silber | Bronze | Gesamt |
| Leichtathletik | 2    | 0      | 0      | 2      |
| Fußball        | 1    | 0      | 0      | 1      |
| Boxen          | 0    | 1      | 1      | 2      |
| Gewichtheben   | 0    | 0      | 1      | 1      |
| Gesamt         | 3    | 1      | 2      | 6      |